# Buenaventura Lakes
Buenaventura Lakes ist  ein census-designated place (CDP) im Osceola County im US-Bundesstaat Florida. Das U.S. Census Bureau hat bei der Volkszählung 2020 eine Einwohnerzahl von 30.251 ermittelt. 

## Geographie
Buenaventura Lakes grenzt im Südwesten direkt an Kissimmee und liegt etwa 10 km südlich von Orlando. Der CDP wird vom Florida’s Turnpike tangiert.

## Demographische Daten
Laut der Volkszählung 2010 verteilten sich die damaligen 26.079 Einwohner auf 9.967 Haushalte. Die Bevölkerungsdichte lag bei 1.798,6 Einw./km². 61,2 % der Bevölkerung bezeichneten sich als Weiße, 14,2 % als Afroamerikaner, 0,6 % als Indianer und 2,6 % als Asian Americans. 16,6 % gaben die Angehörigkeit zu einer anderen Ethnie und 4,9 % zu mehreren Ethnien an. 69,6 % der Bevölkerung bestand aus Hispanics oder Latinos.
Im Jahr 2010 lebten in 45,1 % aller Haushalte Kinder unter 18 Jahren sowie 27,0 % aller Haushalte Personen mit mindestens 65 Jahren. 81,4 % der Haushalte waren Familienhaushalte (bestehend aus verheirateten Paaren mit oder ohne Nachkommen bzw. einem Elternteil mit Nachkomme). Die durchschnittliche Größe eines Haushalts lag bei 3,19 Personen und die durchschnittliche Familiengröße bei 3,44 Personen.
29,7 % der Bevölkerung waren jünger als 20 Jahre, 27,4 % waren 20 bis 39 Jahre alt, 26,4 % waren 40 bis 59 Jahre alt und 16,4 % waren mindestens 60 Jahre alt. Das mittlere Alter betrug 35 Jahre. 48,4 % der Bevölkerung waren männlich und 51,6 % weiblich.
Das durchschnittliche Jahreseinkommen lag bei 39.218 $, dabei lebten 16,1 % der Bevölkerung unter der Armutsgrenze.